# Japaratinga
Japaratinga é um município brasileiro do estado de Alagoas. Sua população em 2010 era de 7.752 habitantes.

## História
Japaratinga começou numa colônia de pescadores implantada onde hoje é a prefeitura municipal, e se desenvolveu a partir de 1800, com o início do ciclo do coco. Em 1935 já contava com um pequeno estaleiro para os navios transportadores de coco. Uma estrada que dava acesso apenas a animais ligava à rodovia principal, que conduzia até Porto Calvo.